# Blaski i nędze życia kurtyzany

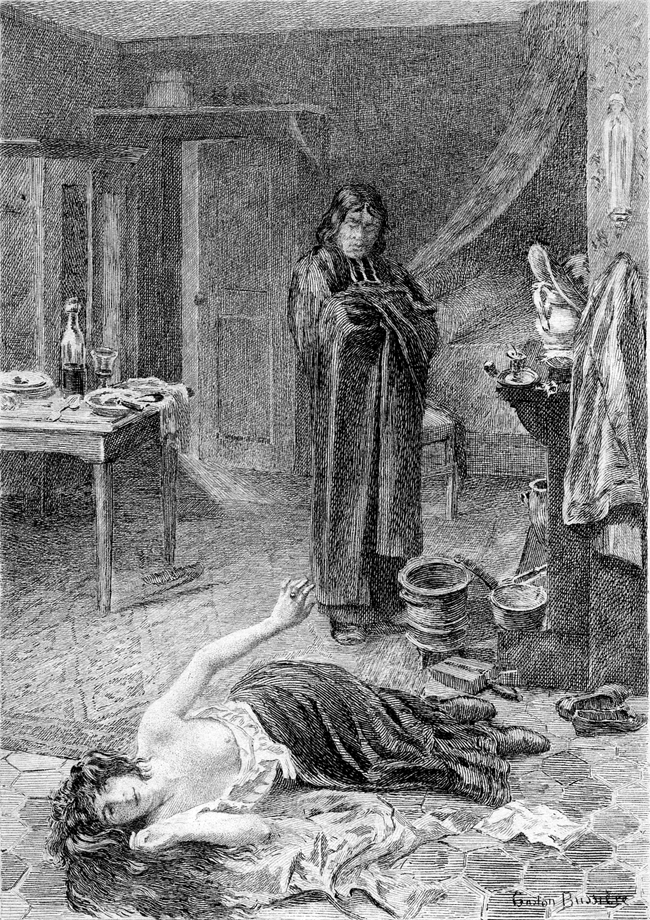
Vautrin przy zwłokach Estery Van Gobseck, ilustracja do powieści

Blaski i nędze życia kurtyzany (oryg. fr. Splendeurs et misères des courtisanes) – powieść Honoriusza Balzaka z cyklu Komedia ludzka publikowana w latach 1838–1847. Składa się z czterech części zatytułowanych odpowiednio: Jak kochają ladacznice, Po czemu miłość wypada starcom, Dokąd wiodą złe drogi i Ostatnie wcielenie Vautrina. Powieść stanowi kontynuację losów Lucjana de Rubempré, bohatera Straconych złudzeń. 

## Okoliczności powstania

### Część I
Powracając w 1838 roku z Sardynii, Balzac zatrzymał się w Mediolanie, gdzie naszkicował pierwszy epizod Blasków i nędz życia kurtyzany: Drętwę (La Torpille). Pensjonariuszka domu publicznego Estera Gobseck, dla swego elektryzującego wpływu na mężczyzn, zwana Drętwą, zakochuje się w poznanym w teatrze Lucjanie de Rubempré. Wykupiwszy się, spędza z nim szczęśliwe trzy miesiące. Rozpoznana na balu w Operze, mimo maski, przez okrutnych sutenerów, którzy składają na nich donos, usiłuje popełnić samobójstwo. Uratowana przez księdza, rozumiejącego głębię jej pokory i miłości, zostaje umieszczona w internacie u zakonnic, które przekształciły prostytutkę w dobrze wychowaną pannę. Opowiadanie miało się ukazać w La Presse, jednak jej redaktor Girardin, zaniepokojony reakcją prenumeratorów na ostatni utwór Balzaka - Starą pannę, odmówił publikacji. Ostatecznie Drętwa ukazała się w październiku 1838 roku u Verdeta.

### Część II
Balzac powrócił do powieści w połowie 1843 roku. Przymuszony zobowiązaniami finansowymi i koniecznością zarobienia na podróż do Rosji na spotkanie z Eweliną Hańską, pisał równocześnie trzecią część Straconych złudzeń i kontynuację Drętwy. Powieść rozwinęła się w malowidło przedstawiające pełen grozy Paryż prawdziwy i groteskowe zaloty starego, otyłego bankiera, w którym ożywają pod wpływem uczucia młodzieńcze iluzje. Balzac był u kresu wytrzymałości: Stałem się machiną do zadań i wydaje mi się, że jestem z żelaza. Zecerzy uwijali się jak w ukropie. Powieść ukazała się w odcinkach, razem z pierwszą częścią, w Le Parisien od 21 maja do 1 lipca pod tytułem Esther ou les Amours d'un vieux banquier, podzielona na trzy części: La Fille repentie, Les Préparatifs d'une lutte, La Monnaie d'une belle fille. 
W 1844 roku u Furne'a w XI tomie Komedii ludzkiej ukazała się pierwsza część powieści tym razem pod tytułem Szczęśliwa Estera (Esther Heureuse), a druga jako Pieniądze pasierbicy (La Monnaie d'une belle fille) i Ból serca milionera (Les Peines de coeur d'un millionnaire). Kolejne wydanie z 1845-1846 przyniosło zmianę tytułu drugiej części na Po czemu miłość wypada starcom (A combien l'amour revient aux vieillards).

### Części III i IV
Część trzecia ukazała się w L'Epoque w odcinkach pomiędzy 7 a 29 lipca 1846 pod tytułem Śledztwo (Une instruction criminelle), a w sierpniu u Furne'a, Dubochet et Cie, Hetzela w XII tomie Komedii ludzkiej już pod tytułem Dokąd wiodą złe drogi (Où mènent les mauvais chemins).
Czwarta i ostatnia część powieści Ostatnie wcielenie Vautrina (La Dernière Incarnation de Vautrin) pojawiło się w La Presse, pomiędzy 13 kwietnia a 4 maja 1847, a w formie książkowej w sierpniu u Chłędowskiego.
Cztery części powieści zostały po raz pierwszy wydane razem w latach 1869-1876 przez Michela Lévy'ego.

## Treść
Lucjan de Rubempré, idąc za radami Vautrina (stale ukrywającego się pod nazwiskiem księdza Carlosa Herrery), zdołał zdobyć pewną pozycję towarzyską w Paryżu, zaciągnął jednak poważne długi. W tym samym czasie poznał byłą kurtyzanę Esterę Van Gobseck, w której się zakochał. By uniknąć kompromitacji swojego podopiecznego, Vautrin izoluje Esterę od świata i pozwala jej jedynie nocami spotykać się z Lucjanem. Jednak już to wystarczyło, by młoda i piękna kobieta została dostrzeżona przez starego barona de Nucingen, który zakochuje się w niej obsesyjną miłością. Vautrin postanawia wykorzystać tę miłość do wyłudzenia pieniędzy od bogatego barona, właściciela banku. Lucjan, choć nadal zakochany w Esterze, zgadza się wykorzystać ją w zaplanowanej intrydze, mając nadzieję, że zdobyte w ten sposób pieniądze nie tylko pozwolą mu na spłacenie długów, ale i na ślub z bogatą i wpływową Klotyldą de Grandlieu. 
Po kilku miesiącach Estera pozornie zgadza się na związek z bankierem, jednak popełnia samobójstwo po spędzeniu z nim jednej nocy. Kilka godzin wcześniej dowiedziała się, że po dalekim krewnym odziedziczyła milionową fortunę. Dowiedziawszy się o tym Vautrin fałszuje testament zmarłej, by całą sumę mógł odziedziczyć Lucjan. Obaj zostają jednak aresztowani jako podejrzani o morderstwo Estery. W czasie przesłuchania fałszywy hiszpański ksiądz wprowadza w błąd sędziego śledczego i przekonuje go, że naprawdę jest kapłanem i tajnym dyplomatą. Lucjan jednak załamuje się i wyznaje prawdę, po czym popełnia samobójstwo w celi. Już po tym fakcie poinformowane przez wspólniczkę Vautrina kobiety z wyższych sfer, a byłe kochanki Lucjana, podejmują próbę jego uwolnienia. Vautrin z kolei oferuje swoją pomoc policji, proponując zerwanie ze światem przestępczym, w którym do tej pory działał. Jego oferta zostaje zaakceptowana. 

## Ekranizacja
Powieść została w 1975 r. zekranizowana przez Maurice’a Cazeneuve’a. W rolach głównych wystąpili Corinne Le Poulain (Estera), Georges Géret (Vautrin), Bruno Garcin (Lucjan) i Holger Löwenadler (baron de Nucingen).

## Recepcja i cechy utworu
Blaski i nędze życia kurtyzany spotykają się z różnymi ocenami krytyki, uważane są za powieść nierówną artystycznie. Tadeusz Boy-Żeleński dopatrywał się w nich charakterystycznego dla Balzaka pomieszania romantyzmu i realizmu, konfliktu między romantyczną fantazją a ambicją, by opisywać współczesne sobie czasy w sposób możliwie staranny i bezstronny. Ten sam krytyk podkreślał liczne niekonsekwencje, jakich dopuszczał się autor na kartach powieści. Równocześnie Balzak również i przy pracy nad tym utworem korzystał z dokumentów, archiwów policyjnych oraz z pamiętników Vidocqa, którego losy (pobyt na galerach, a następnie praca w policji) były inspiracją dla stworzenia postaci Vautrina. Niewątpliwą zasługą powieści jest natomiast pierwsze w literaturze francuskiej tak szerokie wykorzystanie używanego przez paryskich przestępców argotu w konstruowaniu dialogów między bohaterami wywodzącymi się z tego środowiska. 
Według niektórych interpretatorów powieść jest opisem homoseksualnej relacji między Vautrinem a Lucjanem. Nie wiadomo jednak, czy Balzak miał takie intencje; pewne jest natomiast to, że miał zamiar ukazać w pakcie między tymi dwoma bohaterami współczesną, "realistyczną" wersję paktu człowieka z diabłem.